# Нілус Андрій
Андрій Олександрович Нілус (5 січня 1858 — 6 грудня 1941) — український і російський військовий діяч і науковець-винахідник, генерал-лейтенант.

## Життєпис
Народився 5 січня 1858 року в родині спадкових дворян Катеринославської губернії. Початкову освіту одержав у Сімферопольській класичній гімназії. Закінчив 1-е військове Павловське училище, Михайлівське артилерійське училище (математичне відділення) (1881) і Михайлівську артилерійську академію по 1-му розряду (1886).
Під час Першої Світової війни — начальник Сергіївського артилерійського військового училища в Одесі. За Гетьманату 1918 року — начальник того ж училища. 
У 1919 році — на службі у білогвардійських Збройних Силах Півдня Росії, у розпорядженні начальника частини військово-навчальних закладів. Восени 1919 року — начальник Сергіївського артилерійського військового училища в Одесі. З 1920 року мешкав в Югославії.
Помер 6 грудня 1941 року у сирійському місті Хомс.